# Кирил Пеков
Кирил Лалов Пеков е кмет на Видин от 1 март 1960 г. до 13 декември 1961 г.

## Биография
Роден е на 15 септември 1924 г. във Видин.
Умира на 11 август 2001 г.